# Isabel Barreto Lobato
Isabel Barreto Lobato (* 1948 in Bazartete, Portugiesisch-Timor; † 8. Dezember 1975 in Dili, Osttimor) war eine osttimoresische Unabhängigkeitsaktivistin.

## Werdegang
Barreto heiratete 1972 Nicolau dos Reis Lobato und bekam mit ihm zusammen noch im selben Jahr ihren Sohn José Maria Barreto Lobato. Als nach der Nelkenrevolution 1974 die Kolonie Portugiesisch-Timor auf die Unabhängigkeit vorbereitet werden sollte, engagierten sich beide in Führungspositionen in der linksgerichteten FRETILIN.
Nachdem die FRETILIN im Bürgerkrieg gegen die UDT siegreich hervorgegangen war, gründeten mehrere Frauen der FRETILIN-Jugendorganisation UNETIM am 28. August 1975 die Frauenorganisation der Partei, die Organização Popular de Mulheres Timorense (OPMT), um der humanitären Krise nach den Kämpfen entgegenzuwirken. So wollte man sich um die Erziehung der Kinder kümmern. Barreto war eine der Gründungsmitglieder der OPMT. Zusammen mit anderen trug sie die Verantwortung für die OPMT-Kinderkrippe Mau Bere, die bereits in der ersten Septemberwoche in Dili ihre Arbeit aufnahm.
Angesichts der drohenden Invasion des Nachbars Indonesien rief die FRETILIN am 28. November die Unabhängigkeit der Demokratischen Republik Osttimor von Portugal aus. Nicolau Lobato wurde der erste Premierminister des Landes. Am 7. Dezember begann Indonesien mit dem Angriff auf die Hauptstadt Dili und die indonesischen Invasion. Nicolau Lobato floh in die Berge, während Isabel und ihr Sohn in Gefangenschaft gerieten. Isabel wurde von den Soldaten vergewaltigt. Sie konnte im letzten Moment José an ihre Schwester Olímpia Barreto geben, bevor Isabel zur Exekution gebracht wurde. Sie und Dutzende andere Zivilisten wurden von den indonesischen Soldaten auf dem Werftgelände hingerichtet. Die Leichen ließ man ins Wasser fallen.
José wurde von Olímpia Barreto und ihrem Mann José Gonçalves adoptiert, nahm zusätzlich deren Familiennamen Gonçalves an und wurde in Jakarta großgezogen, wo seine Herkunft geheim gehalten wurde. Nicolau Lobato kam im Guerillakrieg gegen die Besatzer 1978 ums Leben.
Pascoela Barreto, die Schwester von Isabel, ist Diplomatin des unabhängigen Osttimors.